# Bluetooth low energy
Bluetooth low energy, Bluetooth LE, BTLE eller kortere endnu BLE bliver markedsført som Bluetooth Smart og er en trådløs personal area network teknologi designet og markedsført af Bluetooth Special Interest Group og er målrettet mod anvendelser i sundhedsvæsnet, fitness, sikkerhed og hjemmeunderholdningsindustrien. 
Sammenlignet med klassisk Bluetooth er Bluetooth Smarts mål at have betydelig mindre energiforbrug og have en lavere udgift og samtidig have lignende kommunikationsrækkevidde.
Bluetooth Smart blev oprindeligt introduceret under navnet Wibree af Nokia i 2006. 
Wibree-specifikationen blev flettet ind i Bluetooth standarden i 2010 ved adopteringen af Bluetooth Core Specification Version 4.0.
Mange mobile operativsystemer understøtter Bluetooth Smart og omfatter iOS, Android, Windows Phone og BlackBerry 10, såvel som OS X, Linux og Windows 8. Bluetooth SIG forudsiger at mere end 90% af Bluetooth-udstyrede smartphones vil understøtte Bluetooth Smart i 2018.

## Kompatibilitet
Bluetooth Smart er ikke bagudkompatibel med den forrige, ofte kaldet den Classic Bluetooth-protokol. Bluetooth 4.0 specifikationen og frem tillader enheder at implementere enten både LE og Classic systemer - eller blot én af dem.
Bluetooth Smart anvender det samme 2.4 GHz radiofrekvenser som Classic Bluetooth, som tillader dual-mode enheder at deles om samme radioantenne. LE anvender dog et simplere modulationssystem.

## Anvendelser
Bluetooth SIG definerer adskillige profiler, som er lånt fra den originale Bluetooth-specifikation — specifikationer for hvordan en enhed fungerer i en given anvendelse — med lavenergienheder. En enhed kan indeholde implementationer med flere profiler.
Alle nuværende lavenergianvendelseesprofiler er baseret på den generiske attributprofil (GATT), som er en generel specifikation for at sende og modtage korte datablokke kendt som attributter over en lavenergi kommunikationsforbindelse. 
Bluetooth 4.0 yder lavenergiforbrug med højere baud-hastigheder.
Der blev i 2014 offentliggjort en Bluetooth Smart protokol ved navn CSR mesh - CSR står for Cambridge Silicon Radio. Protokollen understøtter Tingenes internet. Fx kan man tænde grupper af fx CSR mesh udstyrede elektroniske lyspærer - eller enkelvis. Pærene konfigureres og gruppetilmeldes via QR-koder.

### Sundhedsvæsen profiler
Der er mange profiler til Bluetooth Smart-enheder indenfor Sundhedsvæsensanvendelser. The Continua Health Alliance consortium anbefaler disse i samordning med Bluetooth SIG.
- HTP — til medicinske temperaturmålingsenheder.
- GLP — til blodsukkerovervågning.
- BLP — til blodtryksmåling.

### Sport og fitness profiler
Profiler til sport og fitness tilbehør omfatter:
- HRP — til enheder som måler pulsen.[11]
- CSCP — til sensorer på cykler eller motionscykler til at måle kadence og hjulhastighed.
- RSCP — running speed and cadence profile.
- CPP — cykelenergi profiler.
- LNP — sted- og navigations- profiler.

### Nærhedsregistrering
"Elektronisk hundesnor" anvendelser er særlig egnet til at muliggøre lang batterilevetid for udstyr, som altid er aktivt. 
Fabrikanter af iBeacon-enheder implementerer de nødvendige specifikationer for deres respektive enheder for at nærhedsregisteringsmulighederne understøttes af Apple Inc. kompatible iDevices.
Relevante anvendelsesprofiler omfatter:
- FMP — "find me" profil — tillader en enhed at gøre opmærksom på en anden forlagt enhed.[14]
- PXP — nærhedsregisteringsprofil — tillader en nærhedsovervåger at registrere om en nærhedsmelder er "tæt på".